# Житие Христа
Полиптих «Житие Христа», или «Жизнь Христа» (нем. Das Leben Christi) — девятичастное произведение немецкого художника-экспрессиониста Эмиля Нольде, созданное в 1911—1912 гг. Является одним из центральных работ религиозной живописи художника.

## Композиция
Произведение состоит из девяти частей и напоминает алтарную картину: по четыре изображения слева и справа от большого центрального изображения. Логика размещения картин соответствует хронологии жизнеописания Христа. Слева: Рождество (Heilige Nacht), Поклонение волхвов (Die Heiligen Drei Könige), Двенадцатилетний Христос (Der zwölfjährige Christus), Христос и Иуда (Christus und Judas). В центре: Распятие (Kreuzigung). Справа: Женщины у могилы (Frauen am Grabe), Воскресение (Auferstehung), Вознесение (Himmelfahrt), Фома неверующий (Ungläubiger Thomas).

## История
В 1911 г. как самостоятельные произведения были написаны «Двенадцатилетний Христос», «Христос и Иуда» и «Волхвы». Впоследствии родилась идея создания целого полиптиха.
Полиптих «Житие Христа» побывал на многочисленных выставках. В марте 1912 года он выставлялся в г. Хаген как центральное произведение на выставке работ Нольде. Затем полиптих должен был появиться на Международной выставке современного религиозного искусства в Брюсселе в 1912 году, но за два дня до открытия в участии было отказано, так как жюри посчитало алтарь слишком «сильным» и «опасным» произведением. После этого полиптих направился на выставку Зондербунда (Sonderbund Westdeutscher Kunstfreunde und Künstler) в Кёльн, но и там, под предлогом нехватки места, не был допущен к участию. Позже произведение выставлялось в Мюнхене в «Новом художественном салоне» Пауля Фердинанда Шмидта, где вызвало у публики неоднозначную реакцию.
После Первой мировой войны полиптих демонстрировался на нескольких крупных выставках: в Любеке в 1921 г., в Дрездене и Базеле в 1928 г., в Берлине, в Эссене на выставке «Религиозное искусство настоящего» в 1932 г. в музее Фолькванг. Несколько лет полиптих находился в музее Фолькванг, так как в доме Нольде было недостаточно места для его хранения.
В 1937 г. национал-социалисты объявили творчество Эмиля Нольде дегенеративным. Полиптих «Житие Христа» был конфискован и перевезен в Мюнхен на выставку «Дегенеративное искусство». В 1939 году произведение вернулось к художнику и долгое время хранилось у него.
В настоящее время полиптих «Житие Христа» находится в музее Фонда Ады и Эмиля Нольде в г. Зеебюль.